# BYD S7

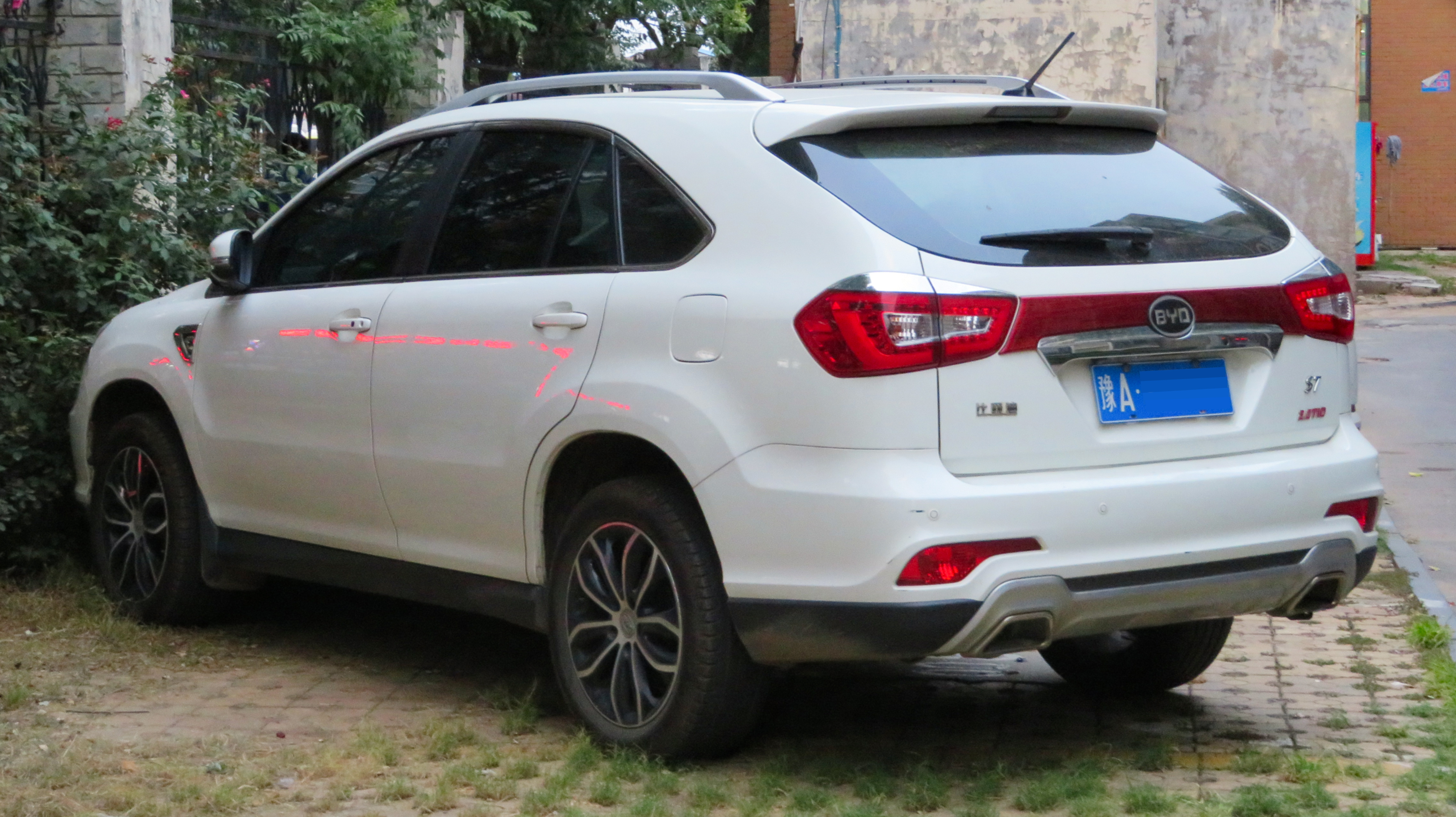
Heckansicht

Der BYD S7 ist ein Sport Utility Vehicle des chinesischen Automobilherstellers BYD Auto, einer Tochtergesellschaft des BYD-Konzerns.

## Geschichte
Bereits auf der Auto Shanghai 2013  im April 2013 wurde ein seriennahes Konzeptfahrzeug gezeigt. Vorgestellt wurde die Serienversion des SUV formal auf der Beijing Auto Show 2014 im April 2014 als luxuriöse Variante des BYD S6, dessen Verkauf 2016 eingestellt wurde. Der S7 lieferte auch die technische Basis für die bis 2018 angebotene erste Generation des BYD Tang. Ab Oktober 2014 wurde das siebensitzige Fahrzeug in China verkauft.

## Antrieb
Zum Marktstart war der S7 ausschließlich mit einem maximal 151 kW (205 PS) leistenden turbogeladenem Zweiliter-Ottomotor mit Benzindirekteinspritzung erhältlich, der mit einem Sechsstufen-Doppelkupplungsgetriebe verbunden ist. Anfang 2015 folgte ein 1,5-Liter-Ottomotor mit maximal 113 kW (154 PS), dessen Gemischaufbereitung und Motoraufladung dem Konzept des größeren Motor folgte; er hat jedoch ein Sechsgang-Schaltgetriebe. Beiden Motoren gemein ist, dass ihre Leistung an die Vorderräder übertragen wird.

## Sicherheit
2013 wurde das Fahrzeug dem Crashtestprogramm nach C-NCAP unterzogen, es erhielt dabei eine Gesamtwertung von fünf Sternen bzw. 57 Punkten.

## Technische Daten
|                                            | 1.5TI                    | 2.0TID                           |
| ------------------------------------------ | ------------------------ | -------------------------------- |
| Bauzeitraum                                | 04/2015–03/2018          | 10/2014–03/2018                  |
| Motorkenndaten                             |                          |                                  |
| Motorart                                   | Ottomotor                | Ottomotor                        |
| Motorbauart                                | Reihen-Vierzylinder      | Reihen-Vierzylinder              |
| Motoraufladung                             | Turbolader               | Turbolader                       |
| Gemischaufbereitung                        | Benzindirekteinspritzung | Benzindirekteinspritzung         |
| Motorcode                                  | BYD476ZQA                | BYD487ZQA                        |
| Hubraum                                    | 1497 cm³                 | 1999 cm³                         |
| max. Leistung bei min−1                    | 113 kW (154 PS) / 5200   | 151 kW (205 PS) / 5500           |
| max. Drehmoment bei min−1                  | 240 Nm / 1750–3500       | 320 Nm / 1750–4500               |
| Kraftübertragung                           |                          |                                  |
| Antrieb, serienmäßig                       | Vorderradantrieb         | Vorderradantrieb                 |
| Getriebe, serienmäßig                      | 6-Gang-Schaltgetriebe    | 6-Stufen-Doppelkupplungsgetriebe |
| Messwerte                                  |                          |                                  |
| Höchstgeschwindigkeit                      | 180 km/h                 | 180–190 km/h                     |
| Beschleunigung, 0–100 km/h                 | k. A.                    | 9,2 s                            |
| Kraftstoffverbrauch auf 100 km, kombiniert | 7,5 l Super              | 8,6–8,8 l Super                  |
| Tankinhalt                                 | 72 l                     | 72 l                             |